# Magnum in parvo: Una filosofía en compendio

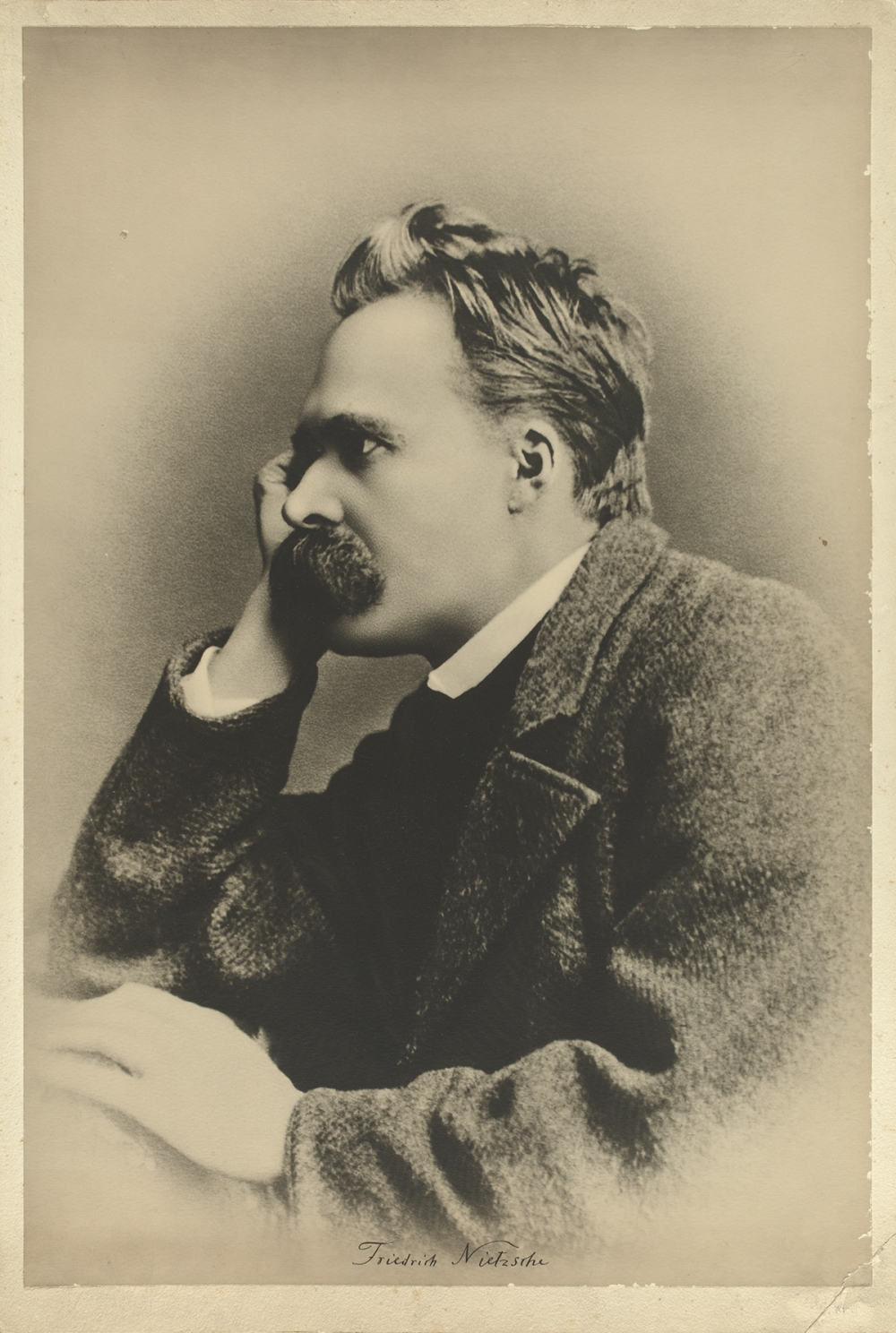
Retrato de Nietzsche, 1882 (Gustav Adolf Schultze)

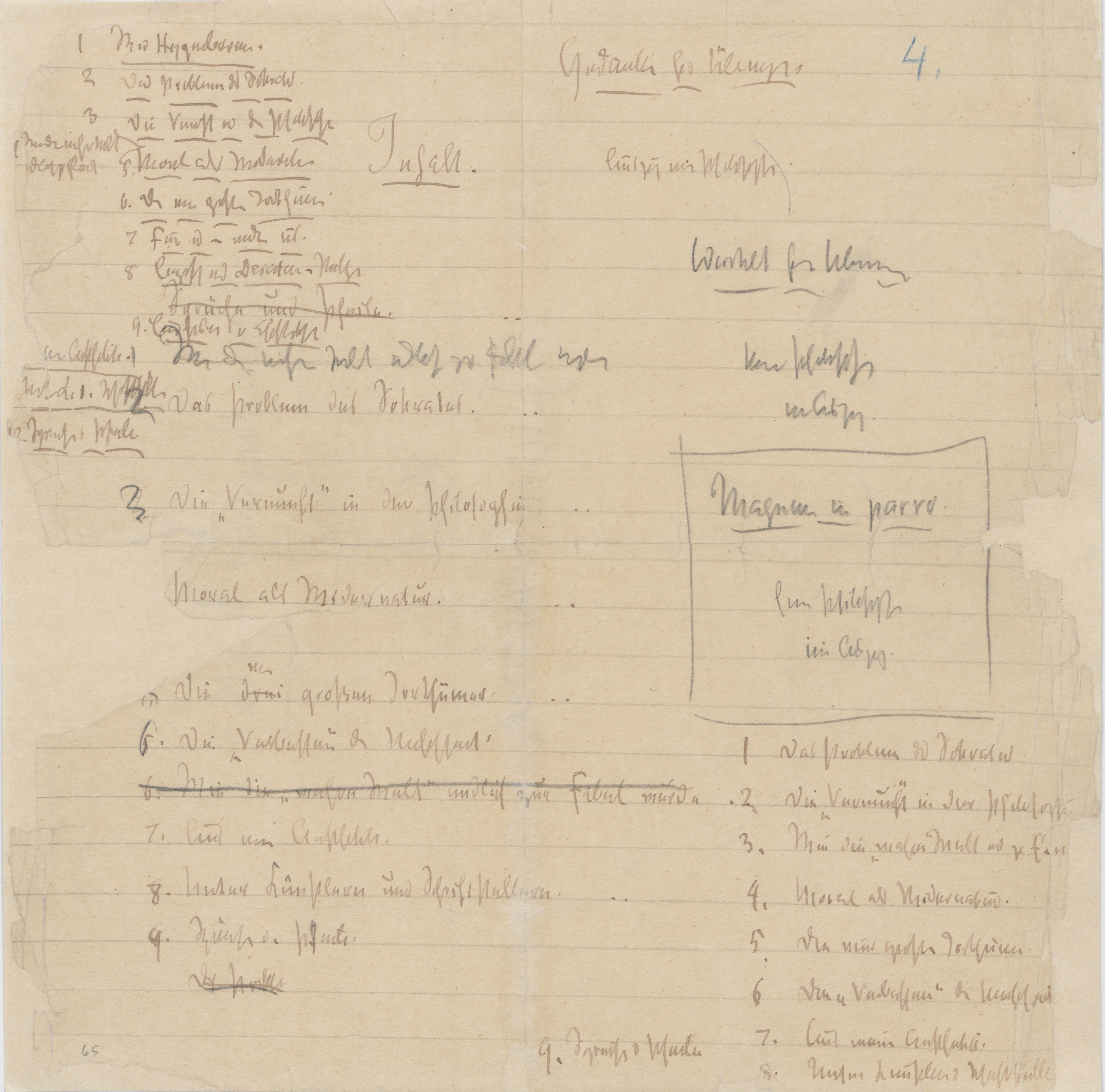
Plan para Magnum in parvo: Eine Philosophie im Auszug (Título del libro, nombre y numeración de los doce capítulos) - Cuadernos póstumos de Nietzsche - Carpeta con hojas sueltas - Mp-XVI-4,29 - Mayo a octubre de 1888 (http://www.nietzschesource.org/DFGA/Mp-XVI-4,29)

Magnum in parvo: Una filosofía en compendio (1888), en alemán Magnum in parvo: Eine Philosophie im Auszug, es un proyecto de obra de Friedrich Nietzsche (1844-1900) concebido en Sils Maria (Suiza) a finales de agosto de 1888, último verano de su vida lúcida.
Se trata de un libro que el filósofo de Röcken planeó como síntesis rigurosa y precisa de su malogrado proyecto capital La voluntad de poder y en el que se abordan los temas clave de su pensamiento. No obstante, un repentino cambio de opinión en un contexto de creciente excitación mental previo al cercano colapso psicofísico de Nietzsche determinó que esa obra viera la luz no en la forma unitaria prevista, sino disuelta y mezclada con otros materiales en dos libros distintos: El ocaso de los ídolos o cómo se filosofa a martillazos  (1889) y El Anticristo  (1894).
En 2024, el catedrático Joaquín Riera Ginestar tradujo, prologó y anotó la primera edición conocida de Magnum in parvo (Alianza Editorial, 2024). Para la reconstrucción científica de la obra tal como Nietzsche la diseñó, el profesor Riera utilizó los fragmentos póstumos y  los manuscritos nietzscheanos originales, estudiados, sistematizados y editados críticamente por Giorgio Colli y Mazzino Montinari.
La edición de Magnum in parvo supone la recuperación de una pieza de notable valor filosófico y literario, mejor acabada, en conjunto, que los dos libros en los que se disolvió, pues permite acceder de manera clara, sintética y profunda a conceptos clave del pensamiento nietzscheano maduro como los de muerte de Dios, nihilismo, suprahombre, eterno retorno y  amor fati.